# Hàn Quốc tại Đại hội Thể thao châu Á 1990
Hàn Quốc (IOC chỉ định:Hàn Quốc) tham dự tại Đại hội Thể thao châu Á 1990 tổ chức tại Bắc Kinh, Trung Quốc từ 22 tháng 9 năm 1990 đến 7 tháng 10 năm 1990.

## Tổng kết huy chương

### Bảng huy chương
| Môn thể thao    | Vàng | Bạc | Đồng | Tổng cộng |
| --------------- | ---- | --- | ---- | --------- |
| Bắn cung        | 4    | 1   | 2    | 7         |
| Điền kinh       | 2    | 6   | 4    | 12        |
| Cầu lông        | 1    | 3   | 2    | 6         |
| Bóng rổ         | 1    | 0   | 1    | 2         |
| Boxing          | 5    | 2   | 2    | 9         |
| Đua ca nô       | 3    | 2   | 3    | 8         |
| Đưa xe đạp      | 2    | 1   | 4    | 7         |
| Đấu kiếm        | 3    | 6   | 2    | 12        |
| Đá banh         | 0    | 0   | 1    | 1         |
| Gôn             | 2    | 1   | 1    | 4         |
| Thể dục dụng cụ | 2    | 2   | 3    | 7         |
| Bóng ném        | 2    | 0   | 0    | 2         |
| Khúc côn cầu    | 1    | 0   | 0    | 1         |
| Judo            | 2    | 5   | 9    | 16        |
| Đua thuyền      | 0    | 4   | 5    | 9         |
| Đua thuyền buồm | 1    | 1   | 3    | 5         |
| Bắn súng        | 5    | 10  | 8    | 23        |
| Bơi lội         | 1    | 1   | 5    | 7         |
| Bóng bàn        | 2    | 2   | 2    | 6         |
| Quần vợt        | 0    | 3   | 6    | 9         |
| Bóng chuyền     | 0    | 2   | 0    | 2         |
| Bóng nước       | 0    | 0   | 1    | 1         |
| Cử tạ           | 5    | 2   | 3    | 10        |
| Đấu vật         | 11   | 0   | 4    | 15        |
| Tổng cộng       | 54   | 54  | 73   | 181       |